# Бабарыкин, Николай Никитович
Николай Никитович Бабарыкин (1923, село Зеркалы, Укрупнённая Змеиногорская волость (ныне — Шипуновский район, Алтайский край), Томская губерния, РСФСР, СССР — 1978) — председатель колхоза «Родина» Шипуновского района Алтайского края, Герой Социалистического Труда (19 апреля 1967).

## Биография
Родился в селе Зеркалы Шипуновского района Алтайского края. Окончил среднюю школу.
В 1941—1945 годах участник Великой Отечественной войны, капитан. Член ВКП(б) с 1943 года. После войны окончил Алтайский сельскохозяйственный институт по специальности учёный агроном.
С 1951 года работал главным агрономом колхоза «Родина» (до 1957 года имени Молотова) Шипуновского района. В 1966 году, после смерти Ф. М. Гринько, избран председателем.
Герой Социалистического Труда (19 апреля 1967) — за получение устойчивых высоких урожаев сельскохозяйственных культур.